# اوتتونی
اوتتونی (به مجاری: Öttevény) یک شهرداری در مجارستان است که در ناحیه دیور واقع شده‌است. اوتتونی ۲۳٫۶۶ کیلومتر مربع مساحت و ۲٬۸۱۶ نفر جمعیت دارد.